# Venus consolando a Cupido
Venus consolando a Cupido o Venus consolando a Amor es una pintura de François Boucher, de 1751.
La pintura describe una escena mitológica, donde Venus, la diosa del amor, descrita como una encantadora jovencita, muestra los ideales de belleza del Rococó francés. Está a punto de desarmar a Cupido, por sacar sus flechas, que dispara sobre las personas para hacerlas enamorarse. 
"En la Francia de la Ilustración la búsqueda dedicada para definir la verdad engendró un reevaluación de lo natural. La creencia de que era correcto seguir a la naturaleza, y que la búsqueda de placer era natural, influyó en la concepción predominante del desnudo ... 
Venus se sienta junto a un estanque con palomas, el símbolo de la diosa. Las blancas aves a sus pies, su tez nacarada, las perlas en su cabello son tan lujosas como los cortinajes de seda drapeados a su alrededor, en el suelo del bosque. Boucher pintó la obra con suaves tonos pastel y una luminosidad plateada, con gran habilidad técnica. El encanto principal del arte Rococó es su sensualidad y seducción.

## Historia
La pintura perteneció a Madame de Pompadour, la amante oficial del rey francés, que la encargó para su Château de Bellevue. A  los artistas les gustaba trabajar para ella no solo por el prestigio de trabajar para la aristocracia, sino también porque pagaba sus facturas regularmente. Incluso se llegó a sugerir que la joven esposa de Boucher posó para la figura de Venus, pero en realidad es la esencia de la belleza femenina ideal del pintor, suave y aniñada.